# Sphaerion
Sphaerion is een kevergeslacht uit de familie van de boktorren (Cerambycidae). De wetenschappelijke naam van het geslacht werd voor het eerst geldig gepubliceerd in 1834 door Audinet-Serville.

## Soorten
Sphaerion omvat de volgende soorten:
- Sphaerion cyanipenne Audinet-Serville, 1834
- Sphaerion exutum (Newman, 1841)
- Sphaerion inerme White, 1853
- Sphaerion lentiginosum Berg, 1889
- Sphaerion rusticum Burmeister, 1865
- Sphaerion sladeni Gahan, 1903